# John Reed

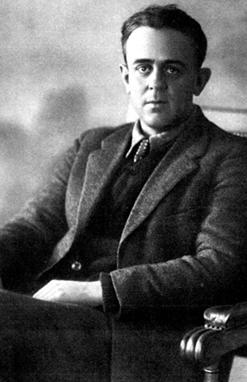
John Reed

John Silas Reed (Portland, 22 oktober 1887 - Moskou, 19 oktober 1920) was een Amerikaans communistisch journalist.
Reed studeerde af aan de Harvard-universiteit in 1910. Hij werd bekend als journalist met sympathie voor de vakbeweging, rechten voor arbeiders en stakingen. Hij trok naar Mexico om daar de Mexicaanse Revolutie aan de zijde van Pancho Villa te volgen en te verslaan en gaf er het boek Insurgent Mexico over uit. Later trok hij naar Europa om daar de Eerste Wereldoorlog te verslaan. In 1917 bevond hij zich in Rusland, tijdens het uitbreken van de Russische Revolutie. Hij was sterk onder de indruk van de Russische Revolutie en Vladimir Lenin. Zijn reportage over de Russische Revolutie, Ten days that shook the world, met een voorwoord van Lenin, werd in 1926 uitgegeven door de Britse communistische partij en later vele malen herdrukt en in veel talen vertaald, in het Nederlands als Tien dagen die de wereld deden wankelen. Hij wordt gezien als een typische fellow traveller.
Reed keerde terug naar de Verenigde Staten waar hij zich aansloot bij de Communist Labor Party, een van de twee partijen in de Verenigde Staten die erkenning wilde van de Komintern en die kort erna zou opgaan in de eengemaakte Communist Party USA. In 1920 keerde Reed terug naar Moskou om steun te krijgen van het de Komintern. Aldaar liep hij tyfus op, waaraan hij overleed. Hij ligt begraven in de necropolis van het Kremlin.
- Bibsys: 90152419
- Biblioteca Nacional de España: XX920115
- Bibliothèque nationale de France: cb12176145r (data)
- Catàleg d'autoritats de noms i títols de Catalunya: 981058551645306706
- CiNii: DA0079870X
- Digitale Bibliotheek voor de Nederlandse Letteren: reed072
- Gemeinsame Normdatei: 118598937
- International Standard Name Identifier: 0000 0001 2281 3094
- Library of Congress Control Number: n81082936
- Nationale Bibliotheek van Letland: 000152900
- MusicBrainz: f6940294-52ee-4384-b3c0-cb90e66fd3be
- National Archives and Records Administration: 10568920
- Bibliotheek van het Japanse parlement: 00453848
- Nationale Bibliotheek van Tsjechië: jn20000604592
- Nationale bibliotheek van Australië: 35445462
- Nationale Bibliotheek van Israël: 987007266951705171
- Nationale Bibliotheek van Polen: a0000001181139
- Nationale en Universitaire bibliotheek Zagreb: 000132931
- Nederlandse Thesaurus van Auteursnamen: 071051864
- Réseau des bibliothèques de Suisse occidentale: 02-A012335191
- Istituto Centrale per il Catalogo Unico: RAVV027559
- LIBRIS: 234215
- SNAC: w6bv7xpb
- Système universitaire de documentation: 030321743
- Trove: 955393
- Virtual International Authority File: 68971815
- WorldCat: E39PBJrWyDQrBYPY6KGKb9qPcP